# 夜訪吸血鬼 (電視劇)
夜訪吸血鬼是在美國AMC首播的一部哥特式恐怖连续剧，改编自安妮·莱斯的小說吸血鬼紀事，不過该剧以吸血鬼紀事的第一部小说的名字命名。該電視劇的主演有雅各布·安德森、山姆·雷德。该剧于2022年10月2日首播。该剧曾获得同志媒體獎提名。